# Allschwiler Wald
Der Allschwiler Wald ist ein Wald- und zugleich Naherholungsgebiet in der Nähe der Stadt Basel. Er erstreckt sich über die basellandschaftlichen Gemeinden Allschwil (ca. 220 Hektaren) und Binningen (ca. 30 Hektaren) und steht teilweise unter Naturschutz.
Der Wald lässt sich in folgende Teilwälder unterteilen:
- Östlicher Teil (Allschwil) links des Dorenbachs: Hintere Allmend, Langholz, Meierhag, Spitzwald und Struetallme
- Östlicher Teil (Binningen) rechts des Dorenbachs: Herzogenmatten, Holeeholz und Vordere Allmend
- Mittlerer Teil entlang des Mülibachs: Chuestelli, Kirschner, Mühlematt, Mülirain und Vogtenhägli
- Westlicher Teil an der Grenze zu Schönenbuch entlang des Lützelbachs: Frischmannshag, Geiser, Im Löli und Mooshag

Das Gebiet Herzogenmatten ist als Naturpark geschützt und gilt als "Amphibienlaichgebiet von nationaler Bedeutung". Der Binninger Teil beinhaltet zudem einen Waldpfad mit 12 Stationen und Erlebnisturm. Am Austritt des Dorenbachs aus dem Wald befindet sich seit 1672 der Allschwiler Weiher.